# 90e division d'infanterie territoriale
 (avril 2014).
Si vous disposez d'ouvrages ou d'articles de référence ou si vous connaissez des sites web de qualité traitant du thème abordé ici, merci de compléter l'article en donnant les références utiles à sa vérifiabilité et en les liant à la section « Notes et références ».
La 90e Division d’Infanterie Territoriale est le nom d'une unité de l’armée française.

## Les chefs de la90eDivision d'Infanterie Territoriale
- 2 août 1914-19 août 1914 :  Général Bunoust

## LaPremière Guerre mondiale

### Composition au cours de laguerre
Mobilisée dans la 16e Région.
- 125e Régiment d'Infanterie Territoriale d'août à septembre 1914
- 126e Régiment d'Infanterie Territoriale d'août à septembre 1914
- 127e Régiment d'Infanterie Territoriale d'août à septembre 1914
- 128e Régiment d'Infanterie Territoriale d'août à septembre 1914

### 1914
- Dès le 12 août 1914, ses éléments d’infanterie sont envoyés dans l’Afrique du Nord et au Maroc occidental.
- Dissoute le 16 septembre 1914, les éléments constitutifs de la division sont envoyés à la 94e division d'infanterie territoriale.